# Šale o blondinkah
Šale o blondinkah spadaja v tematsko vrsto šal, podobno kot šale o policajih, Gorenjcih, Dolencih, Črnogorcih...
Tovrstne šale vedno temeljijo na nekih stereotipih. Šale o blondinkah predpostavljajo, da so blondinke zelo neumne in željne spolnega odnosa. 
Nekateri jemljejo take šale za žalitev. Na Madžarskem so, denimo, blondinke, tako naravno kot umetno obarvane, poskušale doseči zakonsko prepoved šal o blondinkah, saj naj bi jih le te diskriminirale. 
V Bosni in Hercegovini pa tak zakon v sklopu zakona o enakosti spolov že obstaja, kjer je  kaznivo pripovedovati tovrstne šale v družbi plavolaske.

## Primeri
- Blondinka vpraša: »Kako se pravilno napiše, Irak ali Iran?«

- Blondinka »premišljuje«: »To še verjamem, da me je prinesla štorklja, ampak to, da mi je avto odpeljal pajek, je pa preveč!«

- »Kam gredo te lepe blondinkine noge?« —»V kino, če ne bo prišlo kaj vmes.«

- Pravi prva blondinka drugi: »Oh, včeraj sem pa spet ostala dolgo v Nami!« Druga: »Zakaj pa, a si nakupovala?« Prva: »Ne ne, spet je elektrike zmanjkalo pa sem ostala cel dan na tekočih stopnicah!«

- Nova bančna ponudba za blondinke: »Enoštevilčno geslo!«

- Bjonda se pripelje na bencinsko pumpo in prosi prodajalca, če ji natoči bencin. Prodajalec jo ustrežljivo in ves slinast vpraša: »95 ali 98?« Bjonda pa: »A letošnjega nimate?!«

- Kaj je, če blondinko ustreliš v glavo? Strel v prazno!

- Kako lahko rečemo blondinki, ki je kuro? Kanibal!

- Kako se pri blondinkah meri inteligenca? V ušesa ji vtakneš barometer.

- Se srečati dve blondinki na kolesu. In prva vpraša drugo: »Kam jo pa ti brišeš?« Druga ji odgovori: »Jst kr v zic. Kam pa ti?«

- Vicev o blondinkah sploh ni — vse je res!

### Znanstvena dela
- Marta Dumendžić, Šale o blondinkah (diplomsko delo; Ljubljana, [Marta Dumendžić] 2004) (COBISS)

### Knjige s primeri
- Jean J. Frbežar, Najboljše šale o blondinkah (Grosuplje, Mondena 1997) (COBISS)
- Evgen Jurič, Blondinka(m) se smeje(mo): šale o blondinkah (Ljubljana, Hekure 2001) (COBISS)